# Michael Hornek

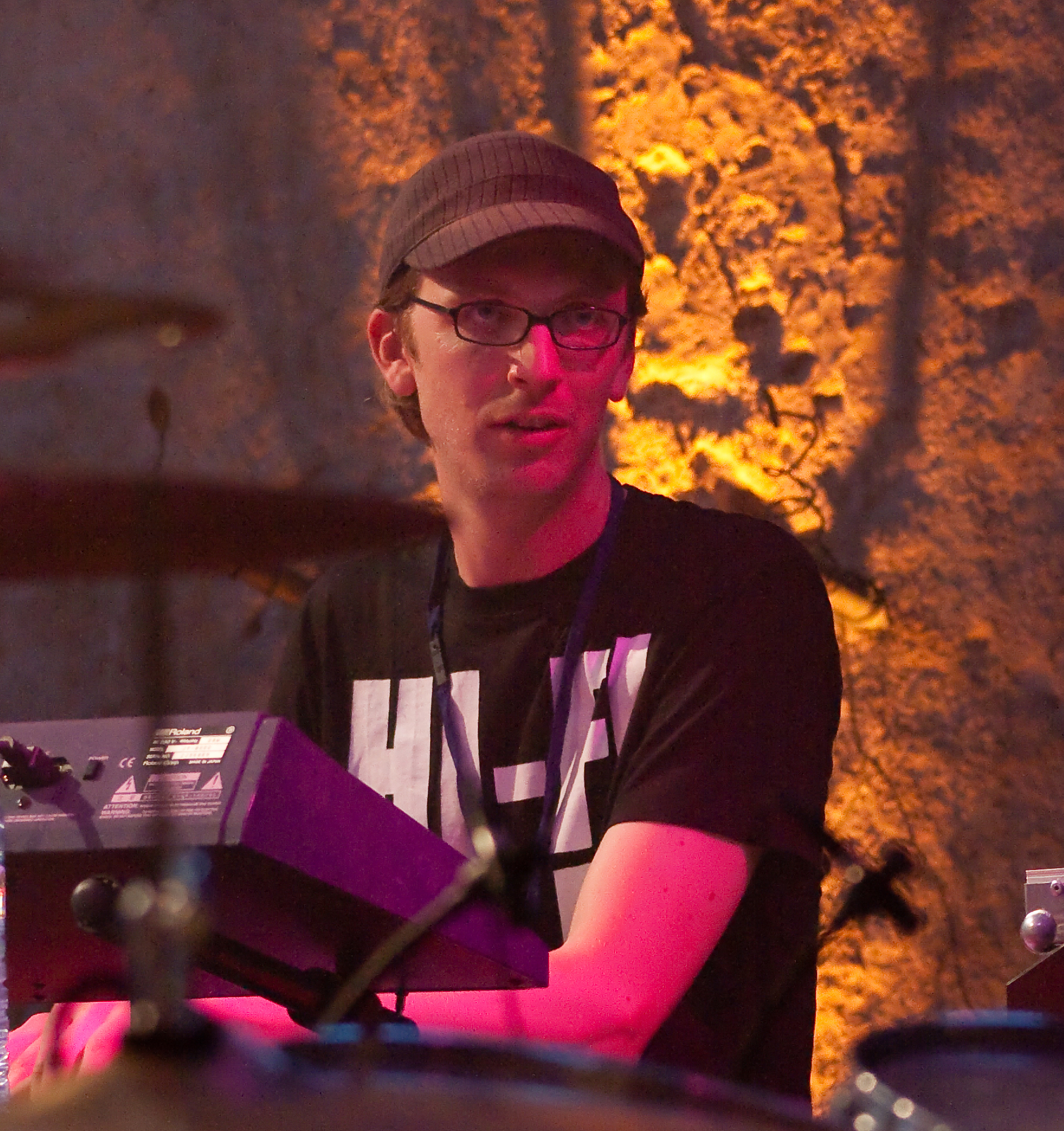
Michael Hornek (2009)

Michael Hornek (* 5. Oktober 1977 in Hall in Tirol, Österreich) ist ein österreichischer Jazzpianist und Musikproduzent.

## Leben und Wirken
Schon mit fünf Jahren erhielt Michael Hornek Klavierunterricht. Mit fünfzehn Jahren begann er als Jungstudent ein klassisches Klavierstudium am Konservatorium Innsbruck. Ab 1996 studierte er Jazzpiano am Konservatorium in Linz. 2000 wurde er Keyboarder bei dem österreichischen Blechbläserensemble Pro Brass. Nach einem Studienaufenthalt in New York City und Konzerten mit Nouvelle Cousine und Bumi Fian gründete er 2006 zusammen mit Peter O’Mara, Patrick Scales und Christian Lettner die Band Yumag, mit der er die CD „Live im Kongress“ veröffentlichte. 2004 produzierte er die Platte „Jung und schön“ der in Wien wohnhaften Schweizer Schauspielerin und Sängerin Maria Bill. Seit 2008 ist er festes Mitglied der Band Soleil Bantu des Percussionisten Biboul Darouiche.
2009 wurde er festes Mitglied bei Klaus Doldingers Passport. Die Platte „Doldinger“ erreichte in Deutschland Platin-Status. Außerdem ist er seit 1996 immer wieder mit Willi Landl aktiv, mit dem er bisher vier Platten veröffentlichte.

## Preise und Auszeichnungen

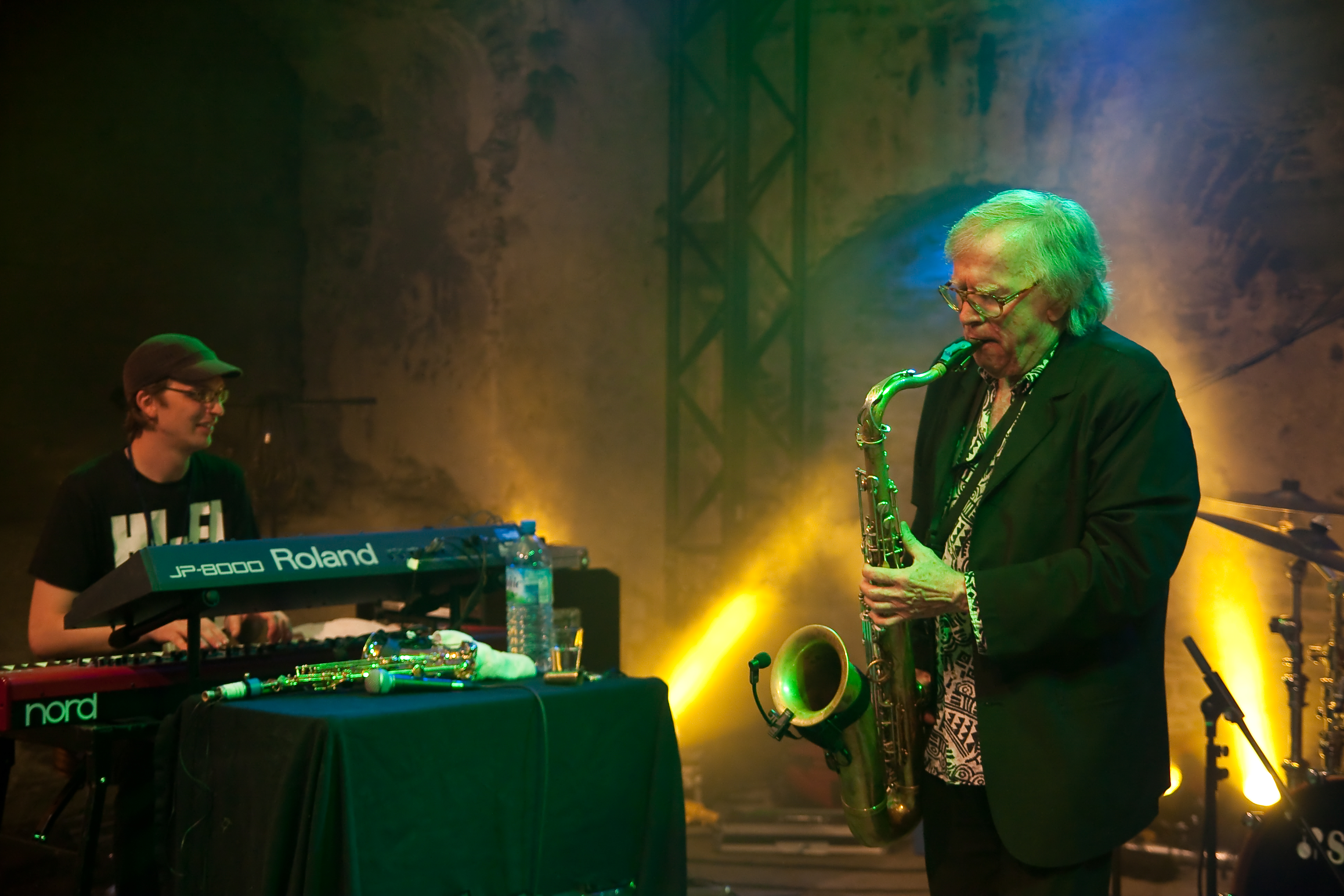
Michael Hornek und Klaus Doldinger (2009)

1994 war er im Duo mit Patrick Lechner Sonderpreisträger des Landes Tirol bei dem Wettbewerb „Prima La Musica“. 2001 gewann er das Hans-Koller-Stipendium, das ihm seinen Aufenthalt zu Studienzwecken in New York ermöglichte.

## Diskographische Hinweise (Auswahl)
- Passport – Inner Blue, Warner Music Group (2011)
- Passport – Symphonic Project, Warner Music Group (2011)
- Passport – En Route, Warner Music Group (2015)
- Passport –  Doldinger, Warner Music Group (2016)
- Passport – Motherhood, Warner Music Group (2020)
- Passport – The First 50 Years of Passport (2021)
- O’Mara – Hornek – Scales – Lettner Acentric (2010)
- O’Mara – Hornek – Scales – Lettner Live Im Kongress (2006)
- Hornek – O’Mara – Collins – Lettner Live at Schloss Miltach (2012) (Marangani Records)
- Georg Breinschmid – Double Brein (2014) (Preiser Records)
- Biboul Darouiche’s Soleil Bantu – Message From The Trees (2011) (Bantu Records)
- Schenis – A Little Closer (2008)
- Laine – deep down low (2004) (ixthuluh music)
- Wolf Myer Orchestra – femme fatale (2007) (Etage Noir Records)
- Mühlbachers USW- 05.04.03 (2003)
- Subnee – etravéhiculaire (2001) (Cat-Records)
- Willi Landl – Dein Haar ist eine Wohnung (2008)
- Willi Landl & Michael Hornek – Abstruse Gestalten (2021)
- Willi Landl – Protest – Eleganz – Mascara (2011)
- Pro Brass – Die Goldene (2003)
- Pro Brass – Gemischte Marmelade (2007)
- Pro Brass – Tatort Probrass (2011)
- Thomas Gansch & His Dixieland Allstars – Live at Jazzland (2012)
- Gansch meets Höfs (2005) (Schagerl Records)
- Maria Bill – Bill singt Piaf (2013)
- Richard Koch Quartett – Wald (2018)
- Richard Koch Quartett – Stadt (2021)
- Majid Bekkas – Joudour (2022)